# Lista över nationalitetsmärken för motorfordon

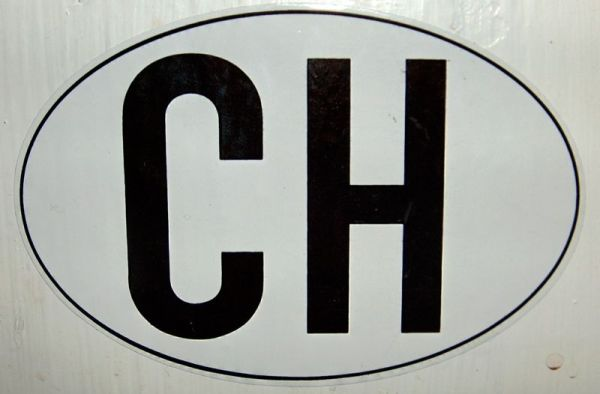
Schweiziskt nationalitetsmärke.

Nationalitetsmärke som ingår i registreringsskyltarna, enligt EU:s standard.

Lista över nationalitetsmärken för motorfordon. Nationalitetsmärke ska sitta bredvid registreringsskylt. På senare år har det blivit allt vanligare i Europa att nationalitetsmärken sitter direkt på registreringsskylten på vänster sida på en blå remsa. För trafik inom Europa räknas detta som nationalitetsmärken och inget mer behövs. Sedan 2006 gäller ett integrerat nationalitetsmärke även i deltagande länder av Wienkonventionen om vägtrafik.

## A
| Kod | Land                | Från | Tidigare                    | Noter |
| --- | ------------------- | ---- | --------------------------- | --- |
| A   | Österrike           | 1910 |                             | Lat. Austria                                                                                               |
| AFG | Afghanistan         | 1971 |                             | |
| AG  | Antigua och Barbuda |      |                             | |
| AL  | Albanien            | 1934 |                             | |
| AND | Andorra             | 1957 |                             | |
| ANG | Angola              | 1975 | PAN: 1932-1957 P: 1957-1975 | Angola tillhörde Portugal till 1975                                                                        |
| ARM | Armenien            | 1992 | SU                          | Armenien ingick i Sovjetunionen till 1991                                                                  |
| AUS | Australien          | 1954 |                             | |
| AX* | Åland               | 2002 |                             | Icke-officiellt. Bilar ska använda FIN. Registreringsnumren börjar med ÅL för bilar och ÅS för släpvagnar. |
| AZ  | Azerbajdzjan        | 1992 | SU                          | Azerbajdzjan ingick i Sovjetunionen till 1991                                                              |

## B
| Kod | Land                | Från            | Tidigare | Noter                                                                   |
| --- | ------------------- | --------------- | -------- | ----------------------------------------------------------------------- |
| B   | Belgien             | 1910            |          |                                                                         |
| BD  | Bangladesh          | 1978            | PAK      | Bangladesh var en del av Pakistan till 1971                             |
| BDS | Barbados            | 1956            |          |                                                                         |
| BF  | Burkina Faso        | 1984            | RHV / HV | I augusti 1984 bytte landet namn från Övre Volta (fr. Haute Volta)      |
| BG  | Bulgarien           | 1910            |          |                                                                         |
| BHT | Bhutan              |                 |          |                                                                         |
| BIH | Bosnien-Hercegovina | 1992            | YU       | Bosna i Hercegovina; Bosnien-Hercegovina ingick i Jugoslavien till 1992 |
| BOL | Bolivia             | 1967            |          |                                                                         |
| BR  | Brasilien           | 1930            |          |                                                                         |
| BRN | Bahrain             | 1954            |          |                                                                         |
| BRU | Brunei              | 1956            |          |                                                                         |
| BS  | Bahamas             | 1950            |          |                                                                         |
| BTN | Bhutan              |                 |          |                                                                         |
| BU  | Burundi             |                 |          |                                                                         |
| BW  | Botswana            | 1967            |          | Republic of Botswana                                                    |
| BY  | Belarus             | 1992            | SU       | Беларусь ("Belarus"); Belarus ingick i Sovjetunionen till 1991          |
| BZ  | Belize              | 1938-1980-talet | BH       | Tidigare Brittiska Honduras                                             |

## C
| Kod | Land               | Från | Tidigare | Noter                                                                         |
| --- | ------------------ | ---- | -------- | ----------------------------------------------------------------------------- |
| C   | Kuba               | 1930 |          | Sp. Cuba                                                                      |
| CAM | Kamerun            | 1952 | F & WAN  | Kamerun tillhörde tidigare Frankrike                                          |
| CC  | konsulära kåren    |      |          | Fr. corps consulaire                                                          |
| CD  | diplomatiska kåren |      |          | Fr. corps diplomatique                                                        |
| CDN | Kanada             | 1956 | CA       | Canadian Dominion                                                             |
| CH  | Schweiz            | 1911 |          | Lat. Confederatio Helvetica (Schweiziska Edsförbundet)                        |
| CI  | Elfenbenskusten    | 1961 | F        | Fr. Côte d'Ivoire                                                             |
| CL  | Sri Lanka          | 1961 |          | Hette tidigare Ceylon. Tillhörde Brittiska Indien till 1948 (självständighet) |
| CO  | Colombia           | 1952 |          |                                                                               |
| COM | Komorerna          |      | F        |                                                                               |
| CR  | Costa Rica         | 1956 |          |                                                                               |
| CV  | Kap Verde          | 1975 | P        | Kap Verde tillhörde Portugal till 1975                                        |
| CY  | Cypern             | 1932 |          |                                                                               |
| CZ  | Tjeckien           | 1993 | CS       | Eng. Czechia; ingick till och med 1992 i Tjeckoslovakien                      |

## D
| Kod | Land                                           | Från | Tidigare          | Noter                                                                                           |
| --- | ---------------------------------------------- | ---- | ----------------- | ----------------------------------------------------------------------------------------------- |
| D   | Tyskland                                       | 1910 |                   | Ty. Deutschland                                                                                 |
| DJI | Djibouti                                       |      | F                 | Djibouti tillhörde tidigare Frankrike                                                           |
| DK  | Danmark                                        | 1914 |                   |                                                                                                 |
| DOM | Dominikanska republiken                        | 1952 |                   |                                                                                                 |
| DRC | Kongo-Kinshasa (Demokratiska republiken Kongo) | 1997 | CB,RCL,CGO,ZR,ZRE | Landet har tidigare hetat Belgiska Kongo, Rép. de Congo (Léopoldville), Congo (Kinshasa), Zaire |
| DY  | Benin                                          | 1910 | AOF-1960          | Landet hette Dahomey till 1976                                                                  |
| DZ  | Algeriet                                       | 1962 | F-1911            | Arab. Al Djazaïr; landet tillhörde tidigare Frankrike                                           |

## E
| Kod | Land        | Från | Tidigare                         | Noter                                                          |
| --- | ----------- | ---- | -------------------------------- | -------------------------------------------------------------- |
| E   | Spanien     | 1910 |                                  | Sp. España                                                     |
| EAK | Kenya       | 1938 |                                  | East Africa Kenya (eng. East Africa = Östafrika)               |
| EAT | Tanzania    | 1938 |                                  | East Africa Tanzania (eng. East Africa = Östafrika)            |
| EAU | Uganda      | 1938 |                                  | East Africa Uganda (eng. East Africa = Östafrika)              |
| EC  | Ecuador     | 1962 |                                  |                                                                |
| ER  | Eritrea     | 1993 | AOI -1941                        | It. Africa Orientale Italiana (Italienska Östafrika) till 1941 |
| ES  | El Salvador | 1978 |                                  |                                                                |
| EST | Estland     | 1993 | EW 1919-40 & 1991-93, SU 1940-91 | 1940-91 ingick landet i Sovjetunionen                          |
| ET  | Egypten     | 1927 |                                  |                                                                |
| ETH | Etiopien    | 1964 | AOI -1941                        | It. Africa Orientale Italiana (Italienska Östafrika) till 1941 |

## F
| Kod | Land                      | Från | Tidigare | Noter                                                     |
| --- | ------------------------- | ---- | -------- | --------------------------------------------------------- |
| F   | Frankrike                 | 1910 |          |                                                           |
| FIN | Finland                   | 1993 | SF       | Suomi Finland                                             |
| FJI | Fiji                      | 1971 |          |                                                           |
| FL  | Liechtenstein             | 1923 |          | Ty. Fürstentum Liechtenstein (Furstendömet Liechtenstein) |
| FO  | Färöarna                  | 1996 | FR       |                                                           |
| FSM | Mikronesiska federationen |      |          | Eng. Federated States of Micronesia                       |

## G
| Kod     | Land             | Från | Tidigare   | Noter                                                             |
| ------- | ---------------- | ---- | ---------- | ----------------------------------------------------------------- |
| G       | Gabon            | 1974 | AEF - 1960 | Fr. Afrique Equatorial Francais (Franska Ekvatorialafrika)        |
| GBA     | Alderney         | 1924 |            | Great Britain - Alderney                                          |
| GBG     | Guernsey         | 1924 |            | Great Britain - Guernsey                                          |
| GBJ     | Jersey           | 1924 |            | Great Britain - Jersey                                            |
| GBM     | Isle of Man      | 1932 |            | Great Britain - Man                                               |
| GBZ     | Gibraltar        | 1924 |            | Gibraltar British Zone                                            |
| GCA     | Guatemala        | 1956 |            | Guatemala Central America                                         |
| GE      | Georgien         | 1992 | SU         | Georgien ingick i Sovjetunionen till 1991                         |
| GH      | Ghana            | 1959 | WAC-1957   | West Africa Gold Coast till 1957                                  |
| GQ*     | Ekvatorialguinea |      | E          | Spanska Guinea till 1968                                          |
| GR      | Grekland         | 1913 |            |                                                                   |
| GRO     | Grönland         |      |            | Inofficiell; officiellt används samma som i resten av Danmark: DK |
| GUY     | Guyana           | 1972 | BRG        | Brittiska Guyana till 1966                                        |
| GW, RGB | Guinea-Bissau    | 1974 | P          | Port. República da Guiné-Bissau; Portugisiska Guinea till 1974    |

## H
| Kod | Land     | Från | Tidigare                           | Noter                                                  |
| --- | -------- | ---- | ---------------------------------- | ------------------------------------------------------ |
| H   | Ungern   | 1910 |                                    | Lat. Hungaria                                          |
| HK  | Hongkong | 1932 |                                    |                                                        |
| HN  | Honduras |      |                                    |                                                        |
| HR  | Kroatien | 1992 | SHS 1919-29, Y 1929-53, YU 1953-92 | Kroat. Hrvatska; landet ingick i Jugoslavien till 1992 |

## I
| Kod | Land    | Från | Tidigare                   | Noter |
| --- | ------- | ---- | -------------------------- | --- |
| I   | Italien | 1910 |                            | |
| IL  | Israel  | 1952 |                            | |
| IND | Indien  | 1947 |                            | |
| IR  | Iran    | 1936 |                            | |
| IRL | Irland  | 1962 | EIR-1938, SE-1924, GB-1910 | Ir. Eire, Saorstát Éireann (Irländska fristaten) 1922-1937; tidigare en del av Förenade kungariket Storbritannien och Irland |
| IRQ | Irak    | 1930 |                            | Eng. Iraq |
| IS  | Island  | 1936 |                            | |

## J
| Kod | Land      | Från | Tidigare | Noter |
| --- | --------- | ---- | -------- | ----- |
| J   | Japan     | 1964 |          |       |
| JA  | Jamaica   | 1932 |          |       |
| JOR | Jordanien |      |          |       |

## K
| Kod  | Land                  | Från | Tidigare  | Noter |
| ---- | --------------------- | ---- | --------- | --- |
| K    | Kambodja              | 1956 | F - 1949  | Kampuchea 1976-89; tillhörde tidigare Frankrike                                                                    |
| KAN* | Saint Kitts och Nevis |      |           | |
| KIR  | Kiribati              |      |           | Gilbert, Line & Phoenix Islands till 1975, som var en del av den brittiska kolonin Gilbert & Ellice Islands Colony |
| KP   | Nordkorea             |      |           | Eng. Korea, Democratic People’s Republic                                                                           |
| KS   | Kirgizistan           | 1992 | SU-1991   | Kirgiziska S.S.R. till 1991, till det året ingick landet i Sovjetunionen                                           |
| KSA  | Saudiarabien          |      |           | Kungariket Saudi-Arabien                                                                                           |
| KWT  | Kuwait                | 1954 |           | |
| KZ   | Kazakstan             | 1992 | SU - 1991 | Kazakhstan ingick i Sovjetunionen till 1991                                                                        |

## L
| Kod  | Land      | Från | Tidigare     | Noter                                                    |
| ---- | --------- | ---- | ------------ | -------------------------------------------------------- |
| L    | Luxemburg | 1911 |              |                                                          |
| LAO  | Laos      | 1959 | F - 1949     | Tillhörde Frankrike till 1949                            |
| LAR* | Libyen    | 1972 | I - 1949, LT | Eng. Libyan Arab Republic (Libyska Arabrepubliken)       |
| LB*  | Liberia   | 1967 |              |                                                          |
| LS   | Lesotho   | 1967 | BL           | Basutoland till 1966                                     |
| LT   | Litauen   | 1992 | SU           | Litauen ingick i Sovjetunionen 1940-1991                 |
| LV   | Lettland  | 1992 | SU           | Lett. Latvija; Lettland ingick i Sovjetunionen 1940-1991 |

## M
| Kod    | Land          | Från | Tidigare                                                            | Noter                                                                                       |
| ------ | ------------- | ---- | ------------------------------------------------------------------- | ------------------------------------------------------------------------------------------- |
| M      | Malta         | 1966 | GBY 1924-66                                                         |                                                                                             |
| MA     | Marocko       | 1924 |                                                                     |                                                                                             |
| MAL    | Malaysia      | 1967 | FM - 1957, PTM 1957-67                                              | Tidigare Federated Malay States, sedan Perseketuan Tanah Malayu                             |
| MC     | Monaco        | 1910 |                                                                     |                                                                                             |
| MD     | Moldavien     | 1992 | SU - 1991                                                           | Moldavien ingick i Sovjetunionen till 1991                                                  |
| MEX    | Mexiko        | 1952 |                                                                     |                                                                                             |
| MNE    | Montenegro    | 2006 | MN - 1913-1919, SHS 1919-29, Y 1929-53, YU 1953-2003, SCG 2003-2006 | Montenegro ingick i Jugoslavien och sedan i Serbien-Montenegro till 2006                    |
| MGL    | Mongoliet     |      |                                                                     |                                                                                             |
| MH/MIS | Marshallöarna |      |                                                                     |                                                                                             |
| MNS    | Mikronesien   |      |                                                                     |                                                                                             |
| MOC    | Moçambique    | 1975 | MOC: 1932-56, P: 1957-75                                            | Moçambique tillhörde Portugal till 1975                                                     |
| MS     | Mauritius     | 1938 |                                                                     |                                                                                             |
| MV*    | Maldiverna    |      |                                                                     |                                                                                             |
| MW     | Malawi        | 1965 | EA 1932-38, NP - 1938-70, alt. RNY 1960-65                          | Tidigare The Nyasaland Protectorate                                                         |
| MYA    | Burma         | 1989 | BUR-89                                                              | Den nuvarande regimen i landet, som av omvärlden anses illegitim, kallar landet för Myanmar |

## N
| Kod | Land                    | Från | Tidigare              | Noter                                                                          |
| --- | ----------------------- | ---- | --------------------- | ------------------------------------------------------------------------------ |
| N   | Norge                   | 1922 |                       |                                                                                |
| NA  | Nederländska Antillerna | 1957 |                       |                                                                                |
| NAM | Namibia                 |      | SWA                   | Eng. South-West Africa (Sydvästafrika)                                         |
| NAU | Nauru                   | 1968 |                       |                                                                                |
| NC  | Nya Kaledonien          |      |                       | Fr. Nouvelle-Calédonie                                                         |
| NEP | Nepal                   | 1970 |                       |                                                                                |
| NIC | Nicaragua               | 1952 |                       |                                                                                |
| NL  | Nederländerna           | 1910 |                       |                                                                                |
| NMK | Nordmakedonien          | 2019 | YU 1992, MK 1992-2019 | Makedonien ingick i Jugoslavien till 1992, bytte namn till Nordmakedonien 2019 |
| NZ  | Nya Zeeland             | 1958 |                       |                                                                                |

## O
| Kod | Land | Från | Tidigare | Noter |
| --- | ---- | ---- | -------- | ----- |
| OM  | Oman |      |          |       |

## P
| Kod   | Land             | Från | Tidigare         | Noter |
| ----- | ---------------- | ---- | ---------------- | --- |
| P     | Portugal         | 1910 |                  | |
| PA    | Panama           | 1952 |                  | |
| PAK   | Pakistan         | 1947 |                  | |
| PAL   | Palau            |      |                  | Del av U.S. Trust Territory of the Pacific Islands till 1980 |
| PE    | Peru             | 1937 |                  | |
| PL    | Polen            | 1921 |                  | |
| (PMR) | Transnistrien    | 1990 | SU-1991, MD 1991 | PMR står för Приднестровская Молдавская Република (Pridnestroviska Moldaviska Republiken), Transnistriens fullständiga namn; landet är inte erkänt av omvärlden |
| PNG   | Papua Nya Guinea | 1978 |                  | |
| PY    | Paraguay         | 1952 |                  | |
| PR    | Puerto Rico      |      |                  | |

## Q
| Kod | Land  | Från | Tidigare | Noter |
| --- | ----- | ---- | -------- | ----- |
| Q   | Qatar | 1972 |          |       |

## R
| Kod | Land                         | Från | Tidigare   | Noter |
| --- | ---------------------------- | ---- | ---------- | --- |
| RA  | Argentina                    | 1927 |            | Sp. República Argentina (Republiken Argentina)                                                                                              |
| RC  | Taiwan                       | 1932 |            | Formellt Republiken Kina, eng. Republic of China                                                                                            |
| RCA | Centralafrikanska republiken | 1962 |            | Fr. République Centrafricaine |
| RCB | Kongo-Brazzaville            | 1962 |            | Fr. République du Congo Brazzaville |
| RCH | Chile                        | 1930 |            | Sp. República de Chile (Republiken Chile)                                                                                                   |
| RG  | Guinea                       | 1972 |            | Fr. République de Guinée (Republiken Guinea)                                                                                                |
| RH  | Haiti                        | 1952 |            | Fr. République d'Haïti (Republiken Haiti)                                                                                                   |
| RI  | Indonesien                   | 1955 |            | Indon. Republik Indonesia (Republiken Indonesien)                                                                                           |
| RIM | Mauretanien                  | 1964 |            | Fr. République islamique de Mauritanie (Islamska republiken Mauretanien)                                                                    |
| RKS | Kosovo                       | 2011 |            | Al. Republika e Kosovës (Republiken Kosovo)                                                                                                 |
| RL  | Libanon                      | 1952 |            | Fr. République Libanaise (Libanesiska republiken)                                                                                           |
| RM  | Madagaskar                   | 1962 |            | Fr. République de Madagascar (Republiken Madagaskar); Republiken Malagasy 1970-79                                                           |
| RMM | Mali                         | 1962 | AOF-60     | Fr. République du Mali (Republiken Mali); Franska Sudan till 1960, som var en del av Franska Västafrika (fr. Afrique occidentale française) |
| RN  | Niger                        | 1977 | AOF - 1960 | Fr. République du Niger (Republiken Niger); en del av Franska Västafrika (fr. Afrique occidentale française) till 1960                      |
| RO  | Rumänien                     | 1981 | R          | |
| ROK | Korea                        | 1971 |            | Eng. Republic of Korea |
| ROU | Uruguay                      | 1979 |            | Sp. República Oriental del Uruguay (Den östliga Republiken Uruguay)                                                                         |
| RP  | Filippinerna                 | 1975 |            | Eng. Republic of the Philippines |
| RSM | San Marino                   | 1932 |            | It. Repubblica di San Marino (Republiken San Marino)                                                                                        |
| RT  | Togo                         | 1960 | TT, TG     | Fr. Republique Togolaise (Togoska republiken); Franska Togoland till 1960                                                                   |
| RUS | Ryssland                     | 1992 | SU-91      | Eng. Russia; Ryssland ingick i Sovjetunionen till 1991                                                                                      |
| RWA | Rwanda                       | 1964 | RU-62      | En del av Ruanda-Urundi till 1962 |

## S
| Kod  | Land                            | Från | Tidigare                                                       | Noter                                                                 |
| ---- | ------------------------------- | ---- | -------------------------------------------------------------- | --------------------------------------------------------------------- |
| S    | Sverige                         | 1911 |                                                                |                                                                       |
| SA   | Saudiarabien                    | 1973 |                                                                |                                                                       |
| SD   | Swaziland                       | 1935 |                                                                |                                                                       |
| SGP  | Singapore                       | 1952 |                                                                |                                                                       |
| SK   | Slovakien                       | 1993 | CS                                                             | Slovakien ingick i Tjeckoslovakien till och med 1992                  |
| SLB  | Salomonöarna                    |      |                                                                |                                                                       |
| SLO  | Slovenien                       | 1992 | SHS 1919-29, Y 1929-53, YU 1953-92                             | Slovenien ingick i Jugoslavien till 1992                              |
| SME  | Surinam                         | 1936 |                                                                |                                                                       |
| SMOM | Suveräna Militära Malteserorden |      |                                                                |                                                                       |
| SN   | Senegal                         | 1962 |                                                                |                                                                       |
| SO   | Somalia                         | 1974 |                                                                |                                                                       |
| SRB  | Serbien                         | 2006 | SB - 1919, SHS 1919-29, Y 1929-53, YU 1953-2003, SCG 2003-2006 | Serbien ingick i Jugoslavien och sedan i Serbien-Montenegro till 2006 |
| STP  | São Tomé och Príncipe           | 1975 | P                                                              | São Tomé och Príncipe tillhörde Portugal till 1975                    |
| SUD  | Sudan                           | 1963 |                                                                |                                                                       |
| SY   | Seychellerna                    | 1938 |                                                                |                                                                       |
| SYR  | Syrien                          | 1952 |                                                                |                                                                       |

## T
| Kod  | Land                | Från    | Tidigare  | Noter |
| ---- | ------------------- | ------- | --------- | --- |
| T    | Thailand            | 1955    |           | |
| TCH* | Tchad               | 1973    |           | Fr. Tchad |
| TJ   | Tadzjikistan        | 1992    | SU        | Tajikistan ingick i Sovjetunionen till 1991                                                                                                |
| TL   | Östtimor            |         | P, RI     | Port. Timor-Leste; Östtimor tillhörde Portugal till 1975 och var 1975-1991 annekterat av Indonesien                                        |
| TM   | Turkmenistan        | 1992    | SU - 1991 | Turkmenistan ingick i Sovjetunionen till 1991                                                                                              |
| TN   | Tunisien            | 1957    | F - 1956  | Tunisien tillhörde Frankrike till 1956 |
| TO   | Tonga               |         |           | |
| TR   | Turkiet             | 1935    |           | |
| TS   | Trieste             | 1947-54 |           | 1947-54 var staden ockuperad med särskild administration av några av andra världskrigets segrarmakter, den återförenades sedan med Italien |
| TT   | Trinidad och Tobago | 1964    |           | |
| TUV  | Tuvalu              |         |           | Tidigare Ellice Islands-75 (Gilbert & Ellice)                                                                                              |

## U
| Kod | Land                  | Från | Tidigare | Noter                                       |
| --- | --------------------- | ---- | -------- | ------------------------------------------- |
| UA  | Ukraina               | 1992 | SU       | Ukraina ingick i Sovjetunionen till 1991    |
| UAE | Förenade Arabemiraten |      |          | Eng. United Arab Emirates                   |
| UK  | Storbritannien        | 2021 | GB       | Eng. United Kingdom (Förenade Kungariket).  |
| USA | USA                   | 1952 |          |                                             |
| UZ  | Uzbekistan            | 1992 | SU       | Uzbekistan ingick i Sovjetunionen till 1991 |

## V
| Kod | Land          | Från | Tidigare | Noter |
| --- | ------------- | ---- | -------- | ----- |
| V   | Vatikanstaten |      |          |       |
| VN  | Vietnam       | 1953 |          |       |
| VU  | Vanuatu       |      |          |       |

## W
| Kod  | Land                           | Från | Tidigare  | Noter |
| ---- | ------------------------------ | ---- | --------- | --- |
| WAG  | Gambia                         | 1932 |           | Eng. West Africa Gambia (Västafrika Gambia) |
| WAL  | Sierra Leone                   | 1937 |           | Eng. West Africa Sierra Leone (Västafrika Sierra Leone) |
| WAN  | Nigeria                        | 1937 |           | Eng. West Africa Nigeria (Västafrika Nigeria) |
| WD   | Dominica                       | 1954 |           | Eng. Windward Islands Dominica (Öarna under vinden Dominica) |
| WG   | Grenada                        | 1932 |           | Eng. Windward Islands Grenada (Öarna under vinden Grenada) |
| WL   | Saint Lucia                    | 1932 |           | Eng. Windward Islands Saint Lucia (Öarna under vinden Saint Lucia) |
| WS   | Samoa                          | 1962 |           | Tidigare Western Samoa (eng. Västra Samoa) |
| WSA* | Västsahara                     | 1932 | SE - 1976 | Tidigare Spanska Sahara (Sahara Español). Landet ockuperas av Marocko sedan 27 februari 1976 och det finns ingen internationellt erkänd inhemsk regim, därför finns inte heller något officiellt nationalitetsmärke |
| WV   | Saint Vincent och Grenadinerna | 1932 |           | Eng. Windward Islands Saint Vincent (Öarna under vinden Saint Vincent) |

## Y
| Kod | Land      | Från | Tidigare | Noter                                                          |
| --- | --------- | ---- | -------- | -------------------------------------------------------------- |
| YEM | Jemen     |      | YAR      | Eng. Yemen, tidigare Yemen Arab Republic (Jemens Arabrepublik) |
| YV  | Venezuela |      |          |                                                                |

## Z
| Kod | Land      | Från | Tidigare | Noter                 |
| --- | --------- | ---- | -------- | --------------------- |
| Z   | Zambia    | 1966 |          |                       |
| ZA  | Sydafrika | 1936 |          | Afrikaans Zuid Afrika |
| ZW  | Zimbabwe  | 1977 |          |                       |

Anmärkning
*  Icke-officiellt

## Inte längre giltiga nationalitetsmärken
| Kod | Land                                            | Till      | Efteråt                                                        | Noter |
| --- | ----------------------------------------------- | --------- | -------------------------------------------------------------- | --- |
| ADN | Aden                                            | 1967      | Y                                                              | Jemen |
| BP  | Bechuanaland Protectorate, nuvarande Botswana   | 1966      | RB                                                             | |
| BUR | Burma                                           | 1989      | MYA                                                            | |
| CS  | Tjeckoslovakien                                 | 1992      | CZ / SK                                                        | Eng. Czechoslovakia |
| DA  | Danzig                                          | 1922-39   | 1939-45:D, sedan 1945: PL                                      | Numera Gdańsk. Annekterades av Tyskland 1939, tillhör Polen sedan 1945                                                                                           |
| DDR | Östtyskland                                     | 1989      | D                                                              | Ty. Deutsche Demokratische Republik (Tyska demokratiska republiken)                                                                                              |
| EW  | Estland                                         | 1993      | EST                                                            | Est. Eesti Vabariik (Republiken Estland) |
| FR  | Färöarna                                        | 1996      | FO                                                             | |
| GB  | Storbritannien                                  | 1910-2021 | UK                                                             | Eng. Great Britain (Storbritannien), men nationalitetsmärket var använde även i Nordirland. Före 1922 användes för Förenade Kungariket Storbritannien och Irland |
| HV  | Övre Volta, nuvarande Burkina Faso              | 1984      | BF                                                             | Fr. Haute Volta |
| LR  | Lettland                                        | 1927-1940 | LV                                                             | Lett. Latvijas Republika (Republiken Lettland) |
| MK  | Makedonien                                      | 2019      | NMK                                                            | Ändring efter namnändring från Makedonien till Nordmakedonien |
| R   | Rumänien                                        | 1981      | RO                                                             | |
| RNR | Nordrhodesia                                    |           | Z                                                              | Nuvarande Zambia |
| RNY | Centralafrikanska federationen                  |           | MW/Z/ZW                                                        | Nuvarande Malawi, Zambia och Zimbabwe |
| RSR | Sydrhodesia                                     | 1960-1979 | ZW                                                             | Nuvarande Zimbabwe |
| SA  | Saarland                                        | 1956      | D                                                              | D även 1935-1945 |
| SB  | Serbien                                         | 1919      | SHS                                                            | Serbien blev en del av Serbernas, kroaternas och slovenernas kungarike, som senare fick namnet Jugoslavien                                                       |
| SCG | Serbien och Montenegro                          | 2006      | MNE, SRB                                                       | Numera uppdelat i Montenegro och Serbien |
| SF  | Finland                                         | 1993      | FIN                                                            | Suomi Finland (fi./sv.) |
| SHS | Serbernas, kroaternas och slovenernas kungarike | 1929      | Y                                                              | Landet bytte namn till Jugoslavien |
| SU  | Sovjetunionen                                   | 1991      | RUS, EST, LV, LT, BY, UA, MD, GE, ARM, AZ, KZ, UZ, TM, TJ, KS, | Unionen upplöstes 1991 |
| Y   | Jugoslavien                                     | 1953      | YU                                                             | Senare började Jemen använda Y |
| YU  | Jugoslavien                                     | 2003      | BIH, HR, MK, SCG, SLO                                          | Numera uppdelat i Bosnien-Hercegovina, Kroatien, Montenegro, Nordmakedonien, Serbien och Slovenien                                                               |
| ZRE | Zaire                                           | 1997      | CB, DRC                                                        | |

Anmärkning 1Det finns andra, inofficiella märken som är relativt vanliga, till exempel "BZH" för Bretagne, "CYM" för Wales, "VL" för Flandern, "NI" för Nordirland, "V" för Vojvodina/Vajdaság. De används ofta för områden som inte är självständiga stater. Se http://www.kingkong.demon.co.uk/where/unoff.htm för en lista över några av dessa.
Anmärkning 2Vissa länders registreringsskyltar visar vilken del av landet fordonet är registrerat i. Se beskrivningar i artikeln registreringsskylt. Se även https://web.archive.org/web/20070208074724/http://www.kingkong.demon.co.uk/where/where.htm för en lista.